# Transpirationsrate
Die Transpirationsrate ist die Menge an Wasser, die ein Lebewesen unter bestimmten Bedingungen pro Zeitspanne durch Transpiration in die Atmosphäre abgibt.
Die Rate ist abhängig von
- den Umgebungsbedingungen (Temperatur, Feuchte, Luftgeschwindigkeit, Sonneneinstrahlung)
- der Anatomie des Lebewesens (ein Reptil mit trockener, dichter Haut hat z. B. eine geringere Transpirationsrate als ein Lurch mit seiner dünnen, feuchten Haut)
- dem Stoffwechsel (intensive Körperaktivität erhöht die Kerntemperatur, die bei höherer Außentemperatur durch vermehrte Transpiration wieder reduziert werden muss)
- psychischen Faktoren („Angstschweiß“)

Eine Möglichkeit zur Messung der Transpirationsrate ist die Transpirationswaage.